# クナイペルール
クナイペルールはスカート (トランプゲーム)の変則ルール。ドイツのクナイペ（居酒屋）でおこなわれるようなルールということ。広く普及しているが、これらはトーナメントでは認められていない非公式なもので統一されていない。どのような組み合わせのルールでおこなうか、ゲームの前に取り決めておく。

## ラムシュ (Ramsch)
ビッドで3人のプレイヤーが全員パスをしたときラムシュが始まる。ラムシュでは3人のプレイヤーが単独で勝負をし、獲得カードポイントはできる限り少なくなるようにする。グランと同じく切札は4枚のブーベのみで、カードは強い方からA，10，K，D，9，8，7の順番。最後のトリックを取ったプレイヤーがスカートのポイントを獲得ポイントに加え、最も多くポイントを取ったプレイヤーが20失点となる。その他、スカートのポイントは最も多くのポイントを取ったプレイヤーに加算されるルール、どのプレイヤーにも加算されないというルールもある。また、最も多くのカードポイントを取ったプレイヤーが20失点ではなくそのカードポイントをそのまま失点とするルールや、プレイヤー3人ともが獲得したカードポイントをそのまま失点とするルールもある。なお3人が40ポイントずつ取った場合は3人とも40失点となる。

### ユングフラウ (Jungfrau)
ラムシュで1トリックも取らなかったプレイヤーのこと。ユングフラウ以外のプレイヤーはそれぞれが2倍の失点、つまり40失点となる。また、トリックを取っていてもカードポイントを取っていなければユングフラウとするルールもある。

### グランドスラム (Durchmarsch)
ラムシュですべてのトリックを取ること。グランドスラムを達成したプレイヤーは120得点となる。その他のプレイヤーに得失点は付かない。また、すべてのトリックを取っていなくてもすべてのカードポイントを取っていればグランドスラムとなるルールもある。

## コントラとレ (Kontra, Re)
単独プレイヤーが勝負の宣言をおこなった後、対抗プレイヤーが勝負に勝てると思ったときコントラを宣言する。さらにコントラの後、単独プレイヤーがそれでも勝負に勝てると思った場合はレを宣言する。コントラ、レともそれぞれの宣言によりゲーム点は2倍になる。つまりコントラとレが両方宣言されれば、得点はゲーム点の4倍、失点はその2倍の8倍になる。コントラを宣言をするプレイヤーは1枚目のカードを出す前までに宣言することができ、レはコントラの直後に宣言できる。その他、コントラは1トリック目のリードが出される前まであるいは直後まで、2トリック目のリードが出される前までに宣言できるとするルールもあり、レはコントラを宣言したプレイヤーが2枚目のカードを出す前まで宣言できる、あるいはレをおこなわないとするルールもある。コントラは18以上のビッドをしていなければ宣言できない。これは強い手札を持っているにもかかわらずビッドせず対抗プレイヤーになり単独プレイヤーを負かそうとする勝負を防ぐためである。なおヌルのときコントラは宣言できるが、レはできない。その理由は、ヌル･ウヴェアでも負けない手札のときゲーム点46にせず通常のヌルで勝負し、コントラとレによってそれを上回る23×2×2＝92点の得点とならないようにするためである。コントラがトーナメントで認められない理由は、宣言により手札の強いプレイヤーを知らせてしまうことになるからで、トーナメントルールではこれを純然たる勝負に不都合なものとしている。

## クナイペルールの得点表
略式得点表またはビアラクスという失点のみを記録する得点表が使われる。

### 略式得点表
3人でおこなうときは3勝負ごとに線で区切り、プレイヤー全員に平等になるよう3の倍数でゲームを終了するように、あらかじめ何回戦のゲームにするか決めておく。
ゲーム終了後に他のプレイヤーとの得点差を計算する。これはスカートが賭け事として使われた名残で、全員の和がゼロになる得点差は金額の精算に使われる。プレイヤーA，B，C，Dそれぞれの合計得点を a，b，c，dとしたとき、次のように計算される。
プレイヤーAの得点差 ＝ (a - b) + (a - c) + (a - d)
さらに、これらの数字を得るための簡単な計算方法として次の方法がある。
得点差 ＝ (最終得点) × (ゲームの参加人数) - (全員の最終得点の合計)

### ビアラクス (Bierlachs)
つねに失点のみが記録される得点表で、クナイペ（居酒屋）で勝負して負けたプレイヤーはビールをおごらなければならないことからこの名前が付けられている。単独プレイヤーが勝ったときは、2人の対抗プレイヤーがゲーム点を失点とする。ただし4人でゲームをしている場合はディーラーの失点にはならない。単独プレイヤーが負けたときは、ゲーム点の2倍が単独プレイヤーの失点となる。プレイヤーはそれぞれはじめに501点を持っていて、はじめにその得点を全部失ったプレイヤーが負けとなりゲームは終了する。同時に2人以上のプレイヤーの持ち点がなくなったときは、合計でより多くの失点をしているプレイヤーの負けとなる。合計失点が同じときは、それぞれが1回ずつフォアハンドになり追加の勝負をおこなう。グランド･スラムが達成されたときは2人の対戦プレイヤーが120失点となる。ラムシュのときは最も多くのポイントを取ったプレイヤー1人の失点となるが、2人のプレイヤーが60ポイントずつ取ったときはユングフラウを数えることになり、それぞれが2倍の120失点となる。

## 特殊ルール
以上のクナイペルールにさらに次のルールが加えられることもある。

### ボック・ラウンドとラムシュ・ラウンド (Bockrunde, Ramschrunde)
取り決めた条件を満たした勝負の後、参加プレイヤーの数だけおこなわれる。ラウンド中ゲーム点を2倍にして計算するのがボック・ラウンド、ラムシュかグラン・ハンドでのみ勝負をするのがラムシュ・ラウンドである。それぞれのラウンドがどのような勝負の後におこなわれるか、以下の条件を組み合わせて決める。ラウンド中にこの条件を満たす勝負だったときは、現在のラウンドを終えてから次のラウンドを続けておこなう。
- コントラを宣言して対抗プレイヤーが勝ったとき。
- レが宣言されたとき。
- 獲得カードポイント60対60の勝負だったとき。
- 単独プレイヤーの獲得カードポイントが100以上だったとき
- ラムシュのとき獲得カードポイントが40対40対40だったとき。
- 単独プレイヤーがグラン･ハンドで勝ったとき。

### ラムシュ・ラウンドの流れ
3人のゲームの場合ラムシュ･ラウンドでは3回のラムシュがおこなわれる。はじめにフォアハンド、ミドルハンド、リアハンドの順番に「ラムシュで勝負」あるいは「グラン･ハンド」のどちらかを宣言する。コントラとレができるのはグラン･ハンドのときのみである。グラン･ハンドで勝負されたときはラムシュが1回延期されたことになり、その分後からラムシュを勝負する。つまりラムシュ･ラウンドでは必ずプレイヤーの人数分だけラムシュがおこなわれなくてはならない。さらにラムシュ・ラウンドでは、フォアハンド、ミドルハンド、リアハンドの順番にスカートの交換ができる。交換を終えたプレイヤーはスカートの2枚を伏せて次のプレイヤーに渡す。最後に交換を終えたリアハンドはスカートを場に伏せて置く。このときブーベをスカートに入れることはできない。スカートを交換しないプレイヤーがいる場合は、そのプレイヤーの数だけゲーム点を2倍にして計算する。ラムシュ･ラウンドのときゲーム点の倍数は最高で16倍になる。つまり3人がスカートを見ずに8倍、ユングフラウでさらに2倍になるときである。

### パトロール (Patrouillen)
単独プレイヤーはスートゲームで切札の7を持っていれば宣言することができ、これによりゲーム点は2倍に計算される。その場合切札の7は最後のトリックで出さなくてはならない。切札の7から順番にさらに8，9とカードを持っていれば、パトロールを2枚以上宣言できるルールもある。例えばダイヤを切札にしてダイヤ7、ダイヤ8を持っていればパトロール2となり、これらのカードはダイヤ7が最後のトリックになるよう順番に出さなくてはならない。つまり9トリック目にダイヤ8、10トリック目にダイヤ7を出す。パトロール2の際のゲーム点は2×2＝4倍となる。間違ったカードを出すとその時点でゲームは終了し負けとなる。

### レボリューション (Revolution)
ヌル･ウヴェア･ハンドが宣言されたとき、対抗プレイヤーが順番にスカートの交換ができるというルール。その際のゲーム点は92点。